# ماركوس ثورميير
ماركوس ثورميير (مواليد 17 أغسطس 1997) هو سبّاح كندي، مثّل بلاده في الألعاب الأولمبية الصيفية 2016.

## روابط خارجية
ماركوس ثورميير على موقع الاتحاد الدولي للسباحة (الإنجليزية)
- ماركوس ثورميير على موقع SwimRankings.net (الإنجليزية)
- ماركوس ثورميير على موقع اللجنة الأولمبية الدولية (الإنجليزية)
- ماركوس ثورميير على موقع أوليمبيديا (الإنجليزية)
- ماركوس ثورميير على موقع اللجنة الأولمبية الكندية (الإنجليزية)